# Friedrich Magnus zu Salm

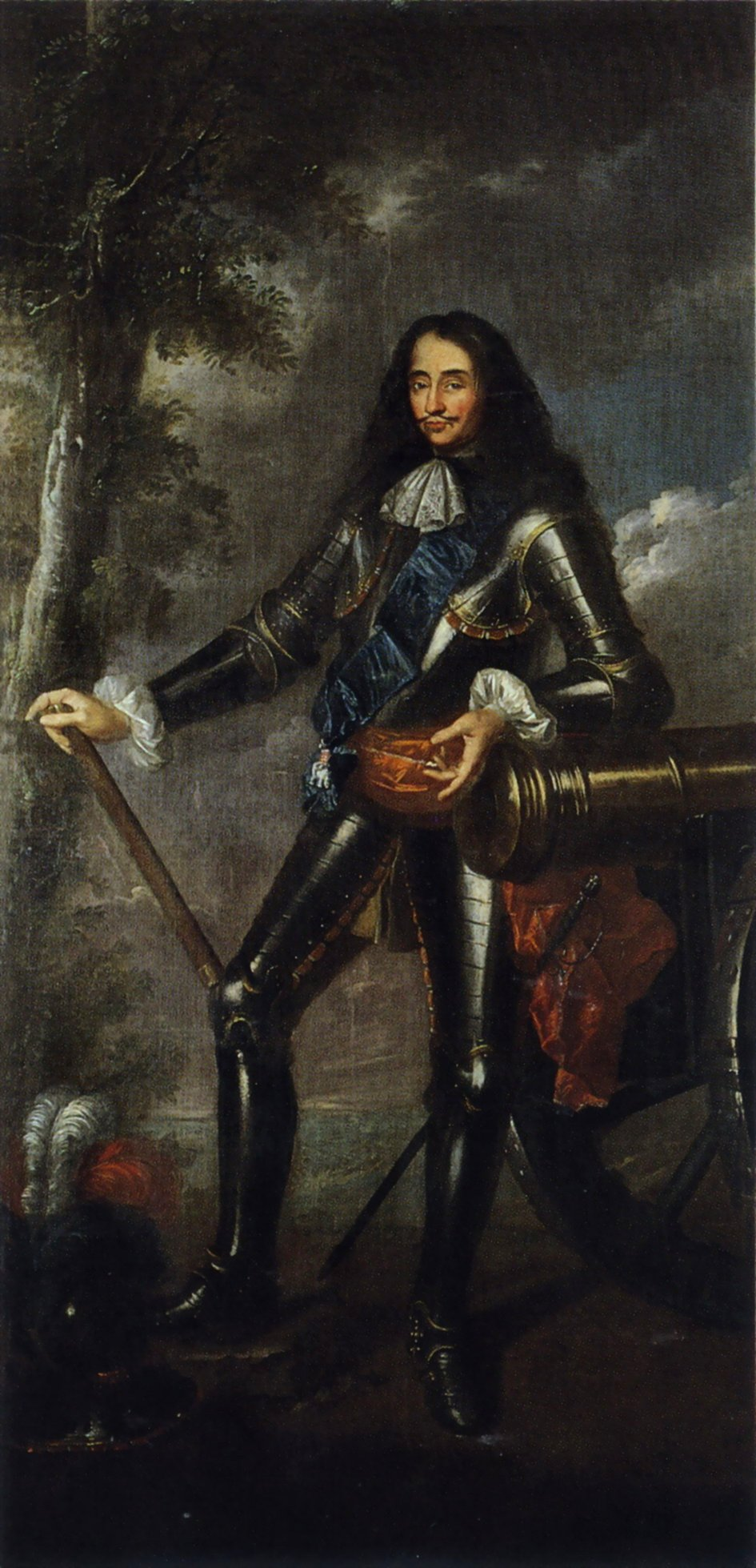
Friedrich Magnus zu Salm, posthumes Gemälde von Johann Valentin Tischbein für den Gouverneurspalast von Maastricht, um 1750

Friedrich Magnus zu Salm, auch Friedrich I. Magnus zu Salm-Dhaun-Neufville (* 29. Juli 1606; † 25. Januar 1673 in Maastricht), war ein Wild- und Rheingraf aus dem Adelsgeschlecht Salm, ein Generalleutnant der Kavallerie in der Armee der Republik der Sieben Vereinigten Provinzen und Gouverneur von Sluis und Maastricht.

## Leben
Friedrich Magnus, Sohn des Wild- und Rheingrafen Friedrich zu Salm (1547–1608) aus dessen vierter Ehe mit Anna Amalie zu Erbach (1577–~1630), wurde lutherisch erzogen und trat 1624 in den Militärdienst der Republik der Sieben Vereinigten Provinzen ein, deren Statthalterfamilie, das Haus Oranien, mit dem er über Amalie zu Solms-Braunfels weitläufig verwandt war, seine Karriere unterstützte. Am 10. Mai 1635 heiratete er in Rueil Margaretha de Thessart (1619–1670), eine Nichte des Kardinals Richelieu und Cousine des schottischen Universalgelehrten Robert Moray. Als Hauslehrer seiner Söhne beschäftigte er den französischen Gelehrten Samuel de Sorbière.
1635 wurde er Oberst. 1638, im Achtzigjährigen Krieg, nahmen ihn bei einer Operation in Bergen op Zoom spanische Truppen gefangen. Im Frühjahr 1641 begleitete er Wilhelm II. von Oranien auf dessen Hochzeitsreise nach England. Am 4. November 1641 erhielt er eine Anstellung als „Kommandant der Kavallerie der Staaten“. Im August 1642 folgte seine Benennung zum Gouverneur der Stadt Sluis. 1646 nahm er an der Belagerung von Antwerpen teil. Im Januar 1648 spielte er eine entscheidende Rolle bei der Besetzung der Overmaas. Am 9. November 1648 wurde er als Nachfolger von Johann Albert (Albrecht) zu Solms (1599–1648), dem Bruder der Amalie zu Solms-Braunfels, Gouverneur von Maastricht. 1649 verlieh ihm der dänische König Friedrich III. den Elefanten-Orden.
Als Gouverneur von Maastricht verweigerte er Ferdinand von Bayern, dem Fürstbischof von Lüttich und Landesherrn der Stadt, den Treueeid, zu dem er nach dem Antwerpener Vertrag vom 31. Mai 1576 verpflichtet war. Erst am 7. Juni 1652 leistete er ihn gegenüber dessen Nachfolger Maximilian Heinrich. Während seiner Amtszeit als Gouverneur war er insbesondere mit der Erweiterung und Verstärkung der Befestigung Maastrichts beschäftigt. Am 20. Oktober 1657 erhielt er den Auftrag, eine Militärexpedition in das Hochstift Münster durchzuführen, um die Stadt Münster gegen ihren Fürstbischof Christoph Bernhard von Galen zu unterstützen. Am 28. Juli 1665 wurde er unter Johann Moritz von Nassau-Siegen zum Kavalleriegeneral der niederländischen Armee ernannt. Als solcher rückte er 1665 im Rahmen des Zweiten Englisch-Niederländischen Kriegs erneut gegen den Fürstbischof von Münster vor, der im Bündnis mit Karl II. von England den Versuch unternahm, die Herrschaft Borculo zu erobern. Am 17. Januar 1668 stieg er als Generalleutnant zum Oberbefehlshaber über die gesamte Kavallerie der niederländischen Armee auf. In den letzten Jahren seines Gouvernements über die Festung Maastricht traf er etliche Vorbereitungen auf einen eventuellen Angriff der französischen Armee. Im Mai des „Katastrophenjahres“ 1672 erfolgte dieser Angriff als Teil des Holländischen Krieges Ludwigs XIV. auch tatsächlich. Die Stadt wurde belagert, bis sie Wilhelm III. im November 1672 entsetzen konnte. Friedrich Magnus starb bald darauf und wurde am 28. Januar 1673 in der Jesuitenkirche von Maastricht bestattet. Sein Nachfolger als Gouverneur wurde Jacques de Fariaux (1627–1695).

## Familie und Nachkommen
Friedrich Magnus’ Halbbruder war Philipp Otto zu Salm, den Kaiser Ferdinand II. am 8. Januar 1623 zum Reichsfürsten erhoben hatte, um ihn an das Haus Habsburg zu binden. Aus seiner Ehe mit Margaretha de Thessart (auch Marguerite Thésart, Taisart, Tissart, dame des Essars et de Lasson, baronne de Tournebu, auch Tournebeuf oder Turnebach) hatte Friedrich Magnus zwei Söhne:
- Friedrich Wilhelm (1637–1665, getötet in einem Duell)
- Karl Florentin zu Salm (1638–1676), ⚭ Marie Gabrielle de Lalaing (~1640–1709)

Friedrich Magnus gilt als Begründer der „flandrischen“ Linie bzw. der Linie Neufville des Hauses Salm, deren Sprössling Nikolaus Leopold zu Salm-Salm mit dem Tode Ludwig Ottos zu Salm, des letzten männlichen Nachkommen Philipp Ottos zu Salm, das Fürstentum Salm-Salm erbte. Die Nachkommen aus den Häusern Salm-Salm gehen somit auf Friedrich Magnus zurück, außerdem die Nachkommen in der Linie Salm-Kyrburg (Salm-Leuze).